# 国道20号線 (韓国)

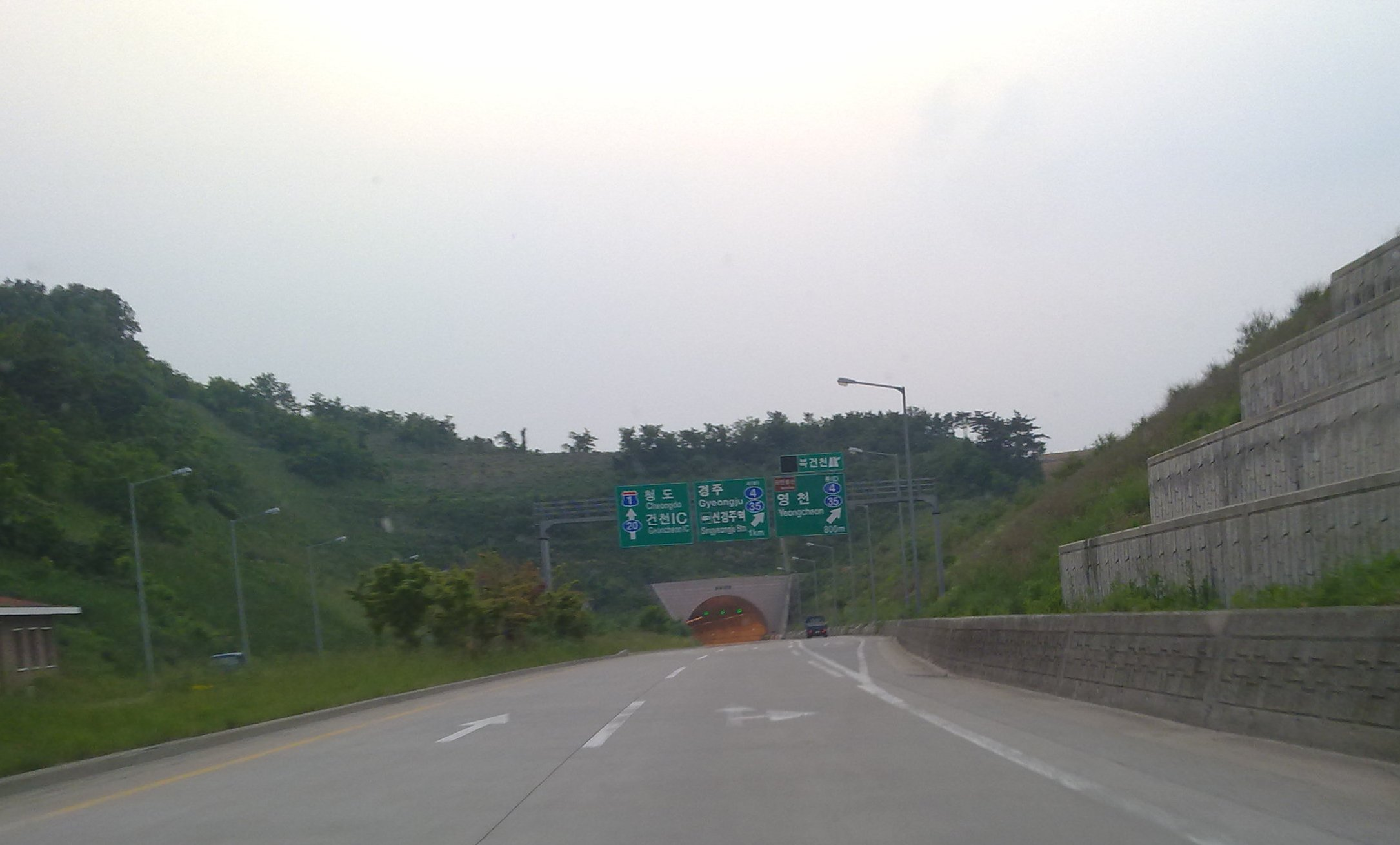
乾川トンネル (乾川方面)

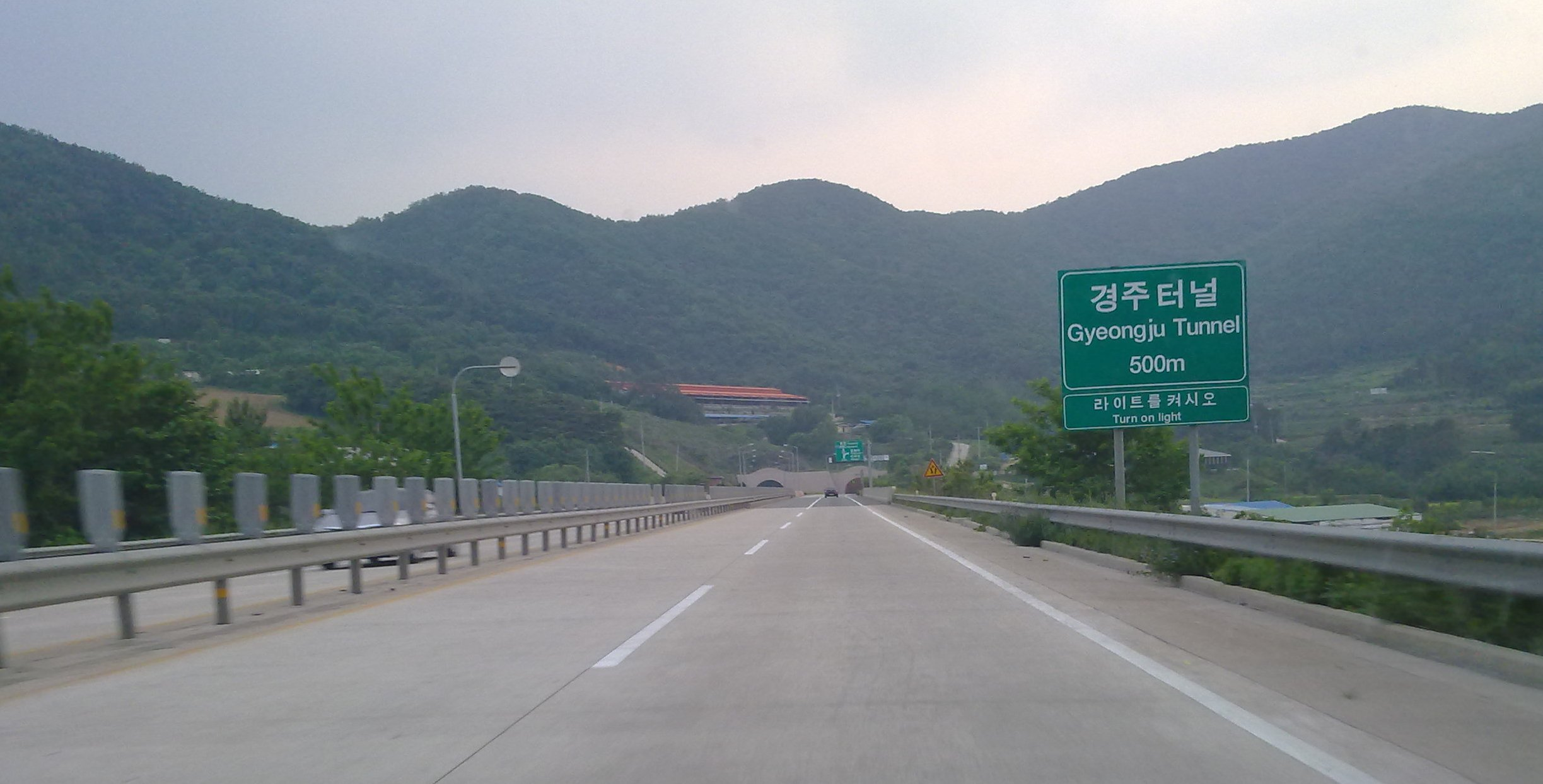
慶州トンネル (慶州方面)

国道20号線（山清-浦項線、ハングル: 국도 제20호선）は慶尚南道山清郡矢川面から慶尚北道浦項市南区東村洞へ至る大韓民国の一般国道である。また、本国道は日本の国道20号線と同一の総延長をなす。

## 歴史
- 1971年8月31日 : 一般国道路線指定令により国道第20号線矢川-慶州線になる。
- 1996年7月1日 : 起点を既存の慶尚北道慶州市にて慶尚北道浦項市て延長する。これにより、山清~浦項線に名称が変更される。

## 通過する自治体
- 慶尚南道
  - 山清郡 - 宜寧郡 - 陜川郡 - 昌寧郡
- 慶尚北道
  - 清道郡 - 慶州市 - 浦項市 (南区)

## 通過する道路
高速道路
- 京釜高速道路
- 咸陽蔚山高速道路
- 統営-大田高速道路
- 中部内陸高速道路

国道
- 国道3号線
- 国道4号線
- 国道7号線
- 国道24号線
- 国道25号線
- 国道31号線 (韓国)（朝鮮語版）
- 国道33号線 (韓国)
- 国道35号線 (韓国)（朝鮮語版）
- 国道58号線 (韓国)（朝鮮語版）
- 国道59号線 (韓国)（朝鮮語版）
- 国道79号線